# Antirrhinum molle
Antirrhinum molle är en grobladsväxtart som beskrevs av Carl von Linné. Antirrhinum molle ingår i släktet lejongapssläktet, och familjen grobladsväxter. Inga underarter finns listade i Catalogue of Life.